# Paweł Adamowicz
Paweł Bogdan Adamowicz (n. 2 noiembrie 1965, Gdańsk, Polonia – d. 14 ianuarie 2019, Gdańsk, voievodatul Pomerania, Polonia) a fost un politician polonez. După ce a fost vicerector al Universității din Gdańsk din 1990 până în 1993, a fost președinte al Consiliului municipal Gdańsk din 1994 până în 1998 și apoi primar al orașului din 1998 până la moartea sa.

## Biografie
Adamowicz s-a născut în 1965 ca al doilea copil al renumitului economist socialist Ryszard Adamowicz. De asemenea, a absolvit studiile primare și gimnaziale din Gdańsk. S-a alăturat Sindicatului Independent de Solidaritate din liceu și a editat și distribuit revista studențească subterană a lui Jedynka între anii 1984 și 1986. În perioada 1984-1989 a studiat dreptul la Facultatea de Drept și Administrație a Universității din Gdańsk, unde a obținut o diplomă de drept.
Din 1990 până în 1994 a lucrat ca consilier municipal în Gdańsk, din 1994 până în 1998 în calitate de președinte al consiliului municipal. A fost ales primar al orașului Gdańsk în 1998 și a fost reales de mai multe ori de atunci (mai mult de 72% din voturile la alegerile pentru primării din 2002). Orașul Gdańsk a fost biroul primarului până la moartea sa. În 1999 s-a căsătorit cu Magdalena Abramska, avocată și profesoară, cu care a avut două fiice, Antonina (2003) și Teresa (2010).

## Moartea
Pe 13 ianuarie 2019, la concertul „Caritate de Crăciun” din Piața Targ Węglowy din Gdańsk, primarul Paweł Adamowicz a stat pe scenă cu interpreții și organizatorii, când, la ora 19:55, Stefan W., în vârstă de 27 de ani, a coborât pe scenă și l-a înjunghiat pe politician de mai multe ori cu un cuțit. Adamowicz a fost dus la spitalul de la Universitatea de Medicină din Gdańsk, unde a fost efectuată o operație de cinci ore, dar viața lui nu a putut fi salvată și el a murit a doua zi (14 ianuarie 2019).

## Legături externe
- Site-ul oficial